# Tigy
Tigy ist eine französische Gemeinde mit 2463 Einwohnern (Stand: 1. Januar 2022) im Département Loiret in der Region Centre-Val de Loire. Sie gehört zum Arrondissement Orléans und ist Teil des Kantons Saint-Jean-le-Blanc. Die Einwohner nennen sich Tigycien(ne)s.

## Geographie
Tigy liegt in der Landschaft Sologne etwa 24 Kilometer südöstlich von Orléans am Fluss Bergeresse. Durch den Süden der Gemeinde verläuft der Fluss Dhuy. Umgeben wird Tigy von den Nachbargemeinden Ouvrouer-les-Champs im Norden, Sigloy im Nordosten, Neuvy-en-Sullias im Osten, Vannes-sur-Cosson im Süden sowie Vienne-en-Val im Nordwesten.

## Bevölkerungsentwicklung
| Jahr      | 1962 | 1968 | 1975 | 1982 | 1990 | 1999 | 2006 | 2018 |
| Einwohner | 1180 | 1259 | 1251 | 1434 | 1679 | 1960 | 2187 | 2325 |

## Sehenswürdigkeiten
- Kirche Saint-Martin
- Herberge Le Cheval-Blanc
- Schloss Montizambert aus dem 19. Jahrhundert
- Schloss Molaine aus dem 19. Jahrhundert
- Schloss Cherupeaux aus dem 19. Jahrhundert
- Schloss La Caille aus dem 19. Jahrhundert
- Herrenhaus von La Matholière von 1743
- Gutshof Les Grands-Marais aus dem 18. Jahrhundert

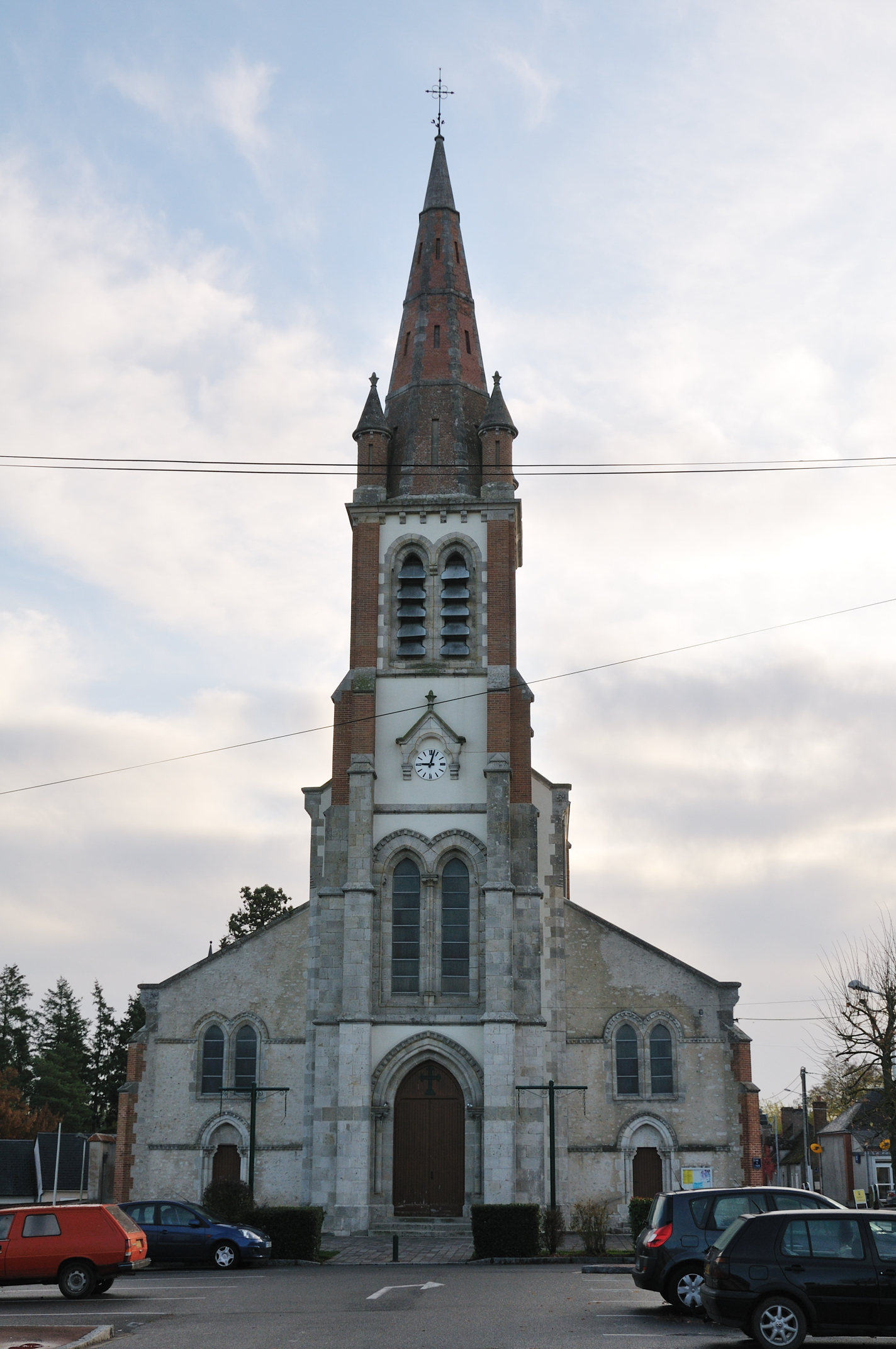
Kirche Saint-Martin
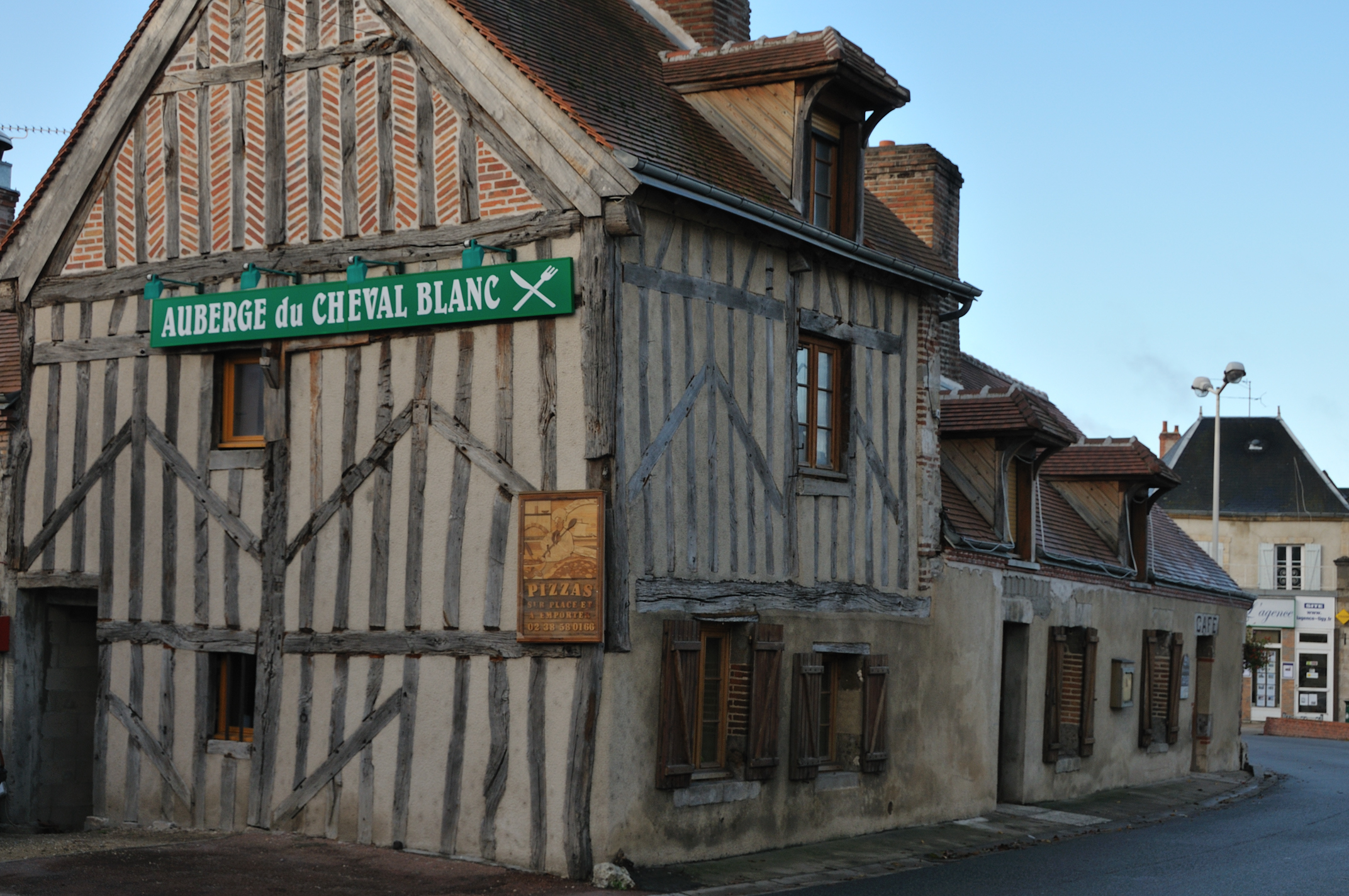
Herberge Le Cheval-Blanc

## Gemeindepartnerschaft
Mit St. Ilgen in Baden-Württemberg, heute ein Stadtteil von Leimen, besteht seit 1970 eine Partnerschaft.